# Харино (Омская область)
Харино — село в Омском районе Омской области России. Входит в состав Ключевского сельского поселения.
Население 1437 чел. (2021) .

## История
Основано в 1790 году. В 1928 году деревня Харина состояла из 248 хозяйств, основное население — русские. Центр Харинского сельсовета Бородинского района Омского округа Сибирского края.
В соответствии с Законом Омской области от 30 июля 2004 года № 548-ОЗ «О границах и статусе муниципальных образований Омской области» село вошло в состав образованного муниципального образования «Ключевское сельское поселение».

## География
Находится на юге центральной части региона, в Барабинской низменности, у р. Иртыш. Фактически находится на территории г. Омска.

## Население
| 2006 | 2010  | 2021  |
| ---- | ----- | ----- |
| 1467 | ↘1373 | ↗1437 |

Гендерный состав
По данным Всероссийской переписи населения 2010 года в гендерной структуре населения из 1373 человек мужчин — 665, женщин — 708 (48,4 и 51,6 % соответственно)
Национальный состав
В 1928 году основное население — русские.
Согласно результатам переписи 2002 года, в национальной структуре населения русские составляли 91 % от общей численности населения в 1205 чел..

## Инфраструктура
Развитое сельское хозяйство. Личное подсобное хозяйство.

## Транспорт
Асфальтированные дороги до Омска.